# Tratado de Lisboa (1668)
El tratado de Lisboa de 1668 fue un acuerdo de paz concertado entre España y Portugal con la intermediación de Inglaterra, mediante el cual se puso fin a la guerra de separación de Portugal iniciada en 1640. Supuso el reconocimiento oficial por parte de España de la independencia portuguesa de la Corona española.

## Antecedentes
Desde 1580 Portugal formaba con el resto de reinos hispánicos, unión dinástica aeque principaliter en la que cada reino compartía el mismo monarca. En 1640 comenzó la Guerra de Restauración portuguesa, en la que este país intentaba conseguir su independencia de la Corona española.

## Delegaciones
En la firma del tratado, llevada a cabo el 13 de febrero de 1668 en el convento de San Eloy de Lisboa intervinieron, por la parte española, Gaspar de Haro y Guzmán (marqués del Carpio), en nombre de Mariana de Austria, reina regente de España durante la minoría de edad de Carlos II. Por la parte portuguesa, en nombre del rey Alfonso VI de Portugal, participaron Nuno Álvares Pereira de Melo, Vasco Luís da Gama, João da Silva, António Luís de Meneses, Henrique de Sousa Tavares da Silva y Pedro Vieira da Silva.  Ambos países aceptaron la presencia e intermediación de Edward Montagu, I conde de Sandwich, en nombre del rey Carlos II de Inglaterra.

## Acuerdos
Los principales puntos del acuerdo incluían:
- Cese en las hostilidades y compromiso de paz perpetua;
- Restitución mutua de las plazas tomadas durante la guerra, devueltas al estado en que se encontraran antes de ésta; Ceuta quedaría excluida de este punto, pero Olivenza, tomada por España en 1657, vuelve a Portugal.
- Libertad de circulación y de comercio para los súbditos de ambos países en el país vecino;
- Amnistía para los prisioneros tomados por ambos bandos durante la guerra;
- Restitución a sus dueños originales de las propiedades tomadas durante la guerra;
- Portugal sería libre de formar alianzas con quien quisiera.

El acuerdo fue ratificado por España el 23 de febrero de 1668 y por Portugal el 3 de marzo del mismo año.

## Consecuencias
Con la firma del tratado de Lisboa de 1668 España reconocía implícitamente la independencia de Portugal, poniendo fin a la unión personal que ambos países habían mantenido de hecho entre 1580 y 1640, y a la situación de indefinición que se había producido entre 1640 y 1668 (en el periodo de la guerra de separación), en el que España consideraba a Portugal parte del Imperio español, mientras Portugal tenía su propio rey.